# Mugshot de Donald Trump
Uma mugshot de Donald Trump, o 45º presidente dos Estados Unidos de 2017 a 2021, foi tirada na Cadeia do Condado de Fulton, em Atlanta, Geórgia, em 24 de agosto de 2023, depois que ele se entregou às autoridades após uma acusação estadual contra ele e outros envolvidos por extorsão e acusações relacionadas. Trump foi fichado com o número de reserva 2313827.
Comentaristas consideraram a fotografia e sua reação uma ilustração clara de aspectos do Trumpismo. As motivações contrastantes para a adoção da fotografia por diferentes pontos do espectro político foram observadas como a habilidade de Trump de sobreviver a controvérsias de uma maneira que seus contemporâneos são incapazes, exibindo uma imagem pública distintiva e uma presença enigmática e polarizadora na política americana.
É a primeira e única mugshot já tirada de um presidente americano, e tem sido descrita como histórica. A Associated Press observou que as qualidades novas da foto incluem o olhar intenso do sujeito com os olhos fixos em um olhar duro e uma desafiadora palpável; e a BBC News comentou sobre sua atmosfera de estilo interrogatório. Poucas horas após sua divulgação ao público, ela se tornou um meme da internet viral e foi apresentada em mercadorias vendidas online.

## História e conteúdo
Donald Trump e outros 18 co-réus foram acusados de extorsão e acusações relacionadas por um grande júri do condado de Fulton, Geórgia, em 14 de agosto de 2023, após uma investigação iniciada em fevereiro de 2021 pelo procurador do distrito, Fani Willis. Após o grande júri emitir mandados de prisão para todos os 19 réus, Willis deu aos co-réus a oportunidade de se entregar voluntariamente até o meio-dia, horário do leste, em 25 de agosto.
Pouco depois das 19h30 do dia 24 de agosto, Trump se entregou e foi fichado na Cadeira do Condado de Fulton em Atlanta, onde foi preso e recebeu o número de detento P01135809, teve suas impressão digitais registradas e sua foto de ficha policial tirada, antes de ser libertado sob fiança. Os registros da prisão listaram Trump como tendo 6 ft 3 in (1.91 m) de altura e pesando 215 lb (98 kg), com olhos azuis e cabelo "loiro ou ruivo".
Às 21h38 do horário do leste, Trump postou uma imagem com a foto de sua ficha policial no Twitter, que também continha um link para uma página da WinRed solicitando donativos para sua campanha presidencial de 2024. No texto que acompanhava a foto, Trump escreveu "FOTO DE FICHA POLICIAL — 24 DE AGOSTO DE 2023", "INTERFERÊNCIA NAS ELEIÇÕES" e "NUNCA SE RENDA!" Foi a primeira vez que ele postou na plataforma desde janeiro de 2021, quando foi suspenso por seu papel no ataque ao Capitólio dos EUA em 6 de janeiro. Embora a suspensão de sua conta tenha sido levantada em novembro de 2022, Trump não postou em sua conta durante os nove meses seguintes.
Em 14 de fevereiro de 2025, um vídeo feito por um assessor do segundo mandato do presidente dos Estados Unidos mostra que Trump pendurou a sua própria foto da ficha policial na capa da edição do jornal New York Post, na entrada do Salão Oval da Casa Branca. A postagem do vice-chefe de gabinete da Casa Branca Dan Scavino faz referência ao dia de São Valentim, comemorado no mesmo dia, quando se comemora o dia dos Namorados em diversas partes do mundo.

## Reações
A fotografia foi descrita como "icônica e infame" na CNN. A Associated Press a chamou de "uma imagem duradoura que aparecerá nos livros de história muito depois que Donald Trump partir". Chris McGreal, do The Guardian, a classificou como a foto de ficha policial mais marcante da década e aquela que define a política moderna dos EUA, observando que "a hostilidade de Trump transparece quando ele volta os olhos para cima em direção à câmera acima dele e em sua boca tensa e virada para baixo (...). Vestido com um terno azul, camisa branca e gravata vermelha, ele não faz nenhuma tentativa de sorrir como alguns de seus co-réus em suas fotos de ficha policial. A imagem não é lisonjeira, mas transmite a mensagem que muitos dos apoiadores de Trump querem ouvir - beligerância." The Telegraph disse "O 45º presidente é retratado em uma pose hostil, com as sobrancelhas contraídas, os lábios franzidos e um olhar ameaçador no rosto. Sua cabeça e a parte superior dos ombros estão visíveis em uma imagem que provavelmente se tornará famosa em todo o mundo."
Antes da acusação de Trump em Manhattan em abril de 2023, a nora de Trump, Lara Trump, disse que a foto de ficha policial "ficará na história como a foto de ficha policial mais famosa já existente na América", e um porta-voz de Trump previu que a foto seria a "foto de ficha policial mais viril, mais masculina e mais bonita de todos os tempos". Nenhuma foto de ficha policial foi tirada nas acusações anteriores de Trump.
A Associated Press descreveu sua expressão facial como um "olhar intenso", acrescentando "Seu despeito é palpável, como se ele estivesse encarando um inimigo mortal através da lente." Time disse: "Seu cabelo loiro platinado brilha na dura iluminação da cadeia. Seus olhos travados em um olhar firme. Sua boca achatada em um esgar. Em vez de sorrir como alguns de seus co-réus, ele parece estar franzindo a testa." Fontes como a BBC, por outro lado, chamaram a composição da foto de um "pesadelo de fotógrafo." A crítica Vanessa Friedman, escrevendo no The New York Times, chamou a foto de "uma foto de ficha policial para a história sem precedentes" e escreveu que "seu rosto é iluminado de cima por um flash branco cegante que atinge seu cabelo loiro cinza como um holofote. Como de costume, ele está vestido nas cores da bandeira americana: terno azul-marinho, camisa branca, gravata vermelha brilhante - embora o broche de lapela da bandeira, que é típico dele, esteja ausente ou invisível. Ele olha furiosamente por debaixo das sobrancelhas, sem sorrir, os olhos estranhamente avermelhados, a testa franzida, o queixo encolhido, como se estivesse prestes a atingir a câmera com a cabeça. A imagem é austera, despojada das bandeiras e das pomposidades que foram as molduras preferidas do Sr. Trump para fotos em Mar-a-Lago ou Trump Tower, ou durante seu mandato no cargo, e que comunicam poder e o brilho dourado do sucesso." Friedman citou que historiador Sean Wilentz classificou a foto de ficha policial de "dramaticamente sem precedentes". A CNN chamou a foto de austera em sua simplicidade, e "uma das imagens mais icônicas de qualquer pessoa que tenha servido como comandante em chefe."
O Presidente dos Estados Unidos, Joe Biden, comentou sobre a fotografia, observando que Trump era um "cara bonito".